# 川沙烈士陵园

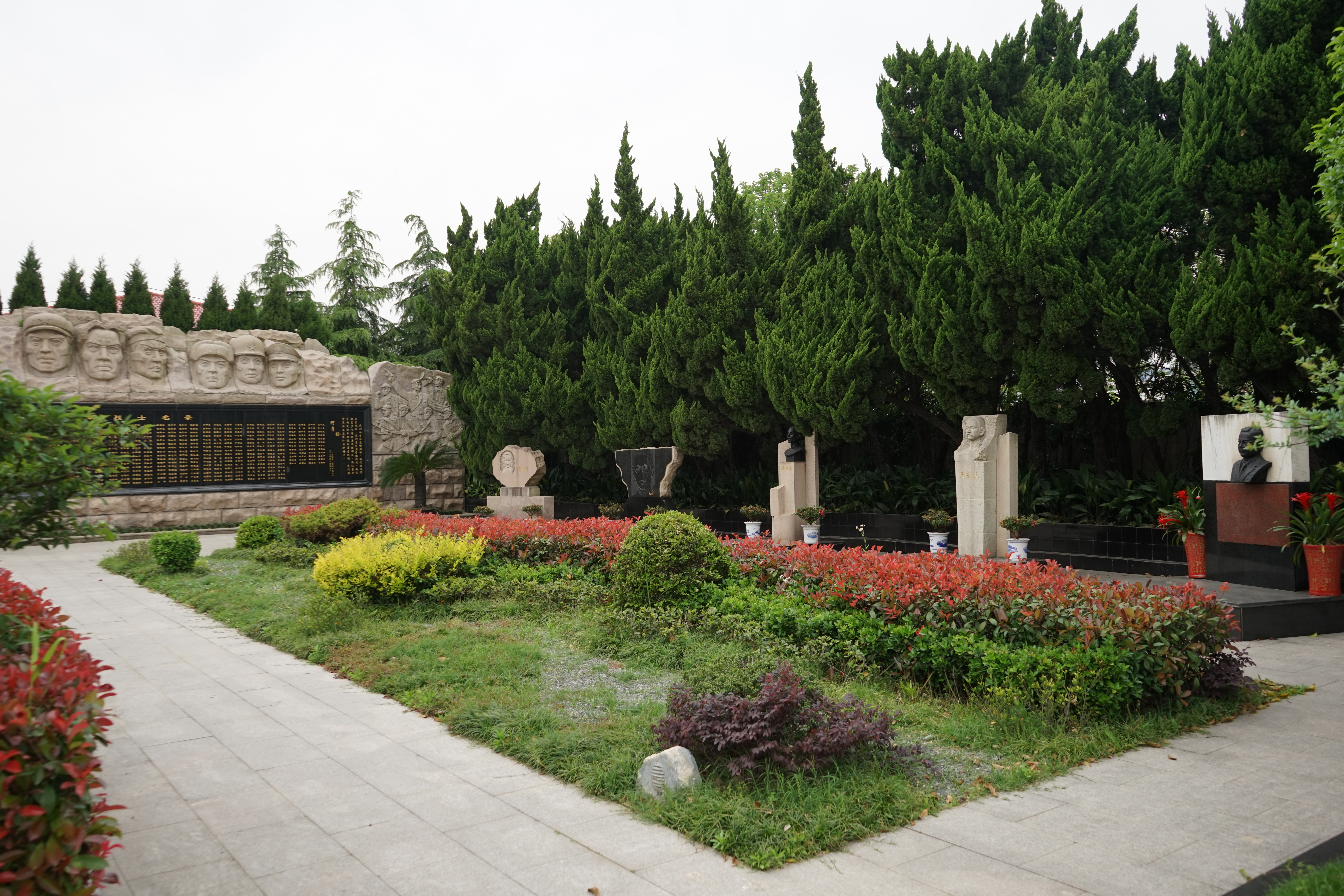
烈士半身像及英烈墙

川沙烈士陵园，原为川沙烈士墓，占地1.53万平方米，是上海市浦东新区的一处纪念地，位于川沙镇华夏东路2629号。最初建于1956年春，后数次扩建。墓园中安葬着北蔡、花木、张江、唐镇和川沙镇的烈士300多名。包括杨培生、王剑山、林钧、顾燕、黄竞武等人。有烈士纪念馆、雕像群、“浩气长存”雕刻等。